# Il dr. Slump ed Arale/Pat, la ragazza del baseball
Il dr. Slump ed Arale/Pat, la ragazza del baseball è un singolo split dei gruppi Rocking Horse e Le Mele Verdi, pubblicato nel 1983.

## Tracce
1. Rocking Horse – Il dr. Slump ed Arale – 3:37 (testo: Lucio Macchiarella – musica: Mike Fraser e Douglas Meakin)
2. Le Mele Verdi – Pat, la ragazza del baseball – 2:54 (testo: Loriana Lana – musica: Claudio Maioli)

## Descrizione
Il dr. Slump ed Arale è un brano musicale inciso dai Rocking Horse come sigla dell'anime Il dr. Slump e Arale. La canzone è scritta da Lucio Macchiarella, composta da Mike Fraser, Douglas Meakin e arrangiata da Mike Fraser. Il provino originale era stato realizzato per l'anime L'isola del tesoro ma venne scartata e riadattata in seguito nel testo .
Pat, la ragazza del baseball è un brano musicale inciso dal gruppo Le Mele Verdi come sigla dell'anime omonimo. Il brano è stato scritto da Loriana Lana, su musica di Claudio Maioli e arrangiamenti di Corrado Castellari e Silvano D'Auria. La voce principale è di Alessandra Maldifassi.